# Phaeophilacris ocellata
Phaeophilacris ocellata är en insektsart som beskrevs av Lucien Chopard 1970. Phaeophilacris ocellata ingår i släktet Phaeophilacris och familjen syrsor. Inga underarter finns listade i Catalogue of Life.